# Saison 4 de Drop Dead Diva
Chronologie
Saison 3 Saison 5
Cet article présente le guide des épisodes de la quatrième saison de la série télévisée américaine Drop Dead Diva.

## Généralités
- La saison est diffusée depuis le 3 juin 2012 sur Lifetime aux États-Unis.
- Au Canada, elle a été diffusée à partir du 2 septembre 2012 sur Lifetime.
- En France, elle a été diffusée à partir du 26 mars 2013 sur Téva[réf. souhaitée].
- Au Québec, à partir du 29 mai 2013 sur Séries+[1].
- En Belgique, à partir du 9 octobre 2013 sur Be tv.
- Aucune information concernant la diffusion dans les autres pays francophones.

## Distribution

### Acteurs principaux
- Brooke Elliott (VF : Virginie Méry) : Jane Bingum / Deb Dobkins
- Margaret Cho (VF : Julie Turin) : Teri Ly
- Jackson Hurst (VF : Jean-François Cros) : Grayson Kent
- Kate Levering (VF : Barbara Delsol) : Kim Kaswell
- April Bowlby (VF : Chloé Berthier) : Stacy Barrett
- Lex Medlin (VF : Guillaume Lebon) : Owen French[2]
- Carter MacIntyre (en) (VF : Jérémy Prévost) : Luke Daniels[3]
- Josh Stamberg (VF : Serge Faliu) : Jay Parker
- Jaden Harmon (VF : Jules Timmerman): Éric Shayne Parker

### Acteurs récurrents et invités
- Ben Feldman (VF : Denis Laustriat) : Fred[4] (épisodes 1 et 13)
- Kim Kardashian (VF : Cécile d'Orlando) : Nikki LePree[5] (épisodes 1 à 3, et 12)
- Megyn Price : Emily Horn[6] (épisode 1)
- Marcus Lyle Brown (VF : Stéphane Fourreau) : Paul Saginaw (épisodes 2, 7 et 11)
- Vickie Eng (en) (VF : Dominique Lelong) : Juge Rita Mayson (épisode 2)
- Jake T. Austin (VF : Alexandre Nguyen) : Samuel Forman / Adam Gates[7] (épisode 2)
- John Ratzenberger : Larry Kaswell[6] (épisode 2)
- Gregory Alan Williams (VF : Med Hondo) : Juge Warren Libby (épisodes 3, 7 et 11)
- Kenny Alfonso (VF : Matthieu Albertini) : Joe Cummings (épisodes 3 et 11)
- Michael Burgess (VF : Jean-Baptiste Anoumon) : Carl Wentworth (épisode 3)
- Patty Duke : Rita Curtis[6] (épisode 3)
- Valerie Harper : Juge Leslie Singer[6] (épisode 3)
- Emily Rutherfurd (en) : Olivia French[6] (épisode 3)
- Brandy Norwood (VF : Valérie Siclay) : Elisa Shayne[6] (épisodes 4 et 6)
- Sharon Garrison (VF : Sylvie Moreau) : Juge Amelia Sanders (épisodes 5 et 11)
- Mike Pniewski (VF : Denis Boileau) : Amos Hanson (épisode 5)
- Victor McCay (VF : Yann Peira) : le juge Halloran (épisode 6)
- J. Karen Thomas (en) (VF : Maïk Darah) : la juge Bev Holder (épisode 6)
- Serena Williams : Kelly Stevens[8] (épisode 6)
- Joan Rivers : elle-même[9] (épisodes 6 et 9)
- Mädchen Amick : (VF : Anne Rondeleux) : Gina Blunt[10] (épisodes 7 et 8)
- Faith Prince (en) (VF : Brigitte Aubry) : Elaine Bingum, mère de Jane[10] (épisodes 7 et 13)
- Tony Sears (VF : Vincent Violette) : le juge Redmund (épisode 8)
- Ian Gomez : Warren Patton[11] (épisode 8)
- Lorraine Toussaint : Professor Ellen Daily[12] (épisode 8)
- Adam J. Harrington (en) (VF : Jean-Pierre Michaël) : Carlyle (épisodes 9)
- Sharon Lawrence (VF : Céline Monsarrat) : Bobbie Dobkins, mère de Deb (épisode 10)
- S. Epatha Merkerson : Juge Hiller[13] (épisode 10)
- Tyler Jacob Moore (en) : Dan Abraham[14] (épisode 11)
- Nancy Grace : elle-même[15] (épisode 12)
- Cameron Mathison (en) : Jonah Pierce[15] (épisode 12)
- Ashley Jones : Sheila Reese[15] (épisode 12)
- Dylan Walsh : Lawrence Brand[13] (épisode 12)
- Rhoda Griffis (VF : Pauline Larrieu) : Paula Dewey (épisode 12)
- Ethan Embry : Mark Baker[13] (épisode 13)

## Épisodes

### Épisode 1:La Vie Rêvée des anges
- États-Unis : 3 juin 2012[6]
- France : 
  - 26 mars 2013 sur Téva
  - 10 juin 2013 sur M6
- Québec : 29 mai 2013 sur Séries+

- États-Unis : 2,3 millions de téléspectateurs[16]

- Lex Medlin (Owen French)
- Carter MacIntyre (Luke Daniels)
- Kim Kardashian (Nikki LePree)
- Megyn Price (Emily Horn)
- Tina Lifford (Juge Nora Lafford)
- Roark Critchlow (Anton Horn)
- Brigette Davidovici (Allie)

### Épisode 2:Au nom du père
- États-Unis : 10 juin 2012
- France : 
  - 26 mars 2013 sur Téva
  - 11 juin 2013 sur M6
- Québec : 5 juin 2013 sur Séries+

- États-Unis : 2,12 millions de téléspectateurs[17]

- Kim Kardashian (Nikki)
- Jake T. Austin (Sam Forman/Adam Gates)
- Steven Culp (Bruce Forman)
- James Martin Kelly (Elliott Rollins)
- Tamara Clatterbuck (Vicki Gates)
- John Ratzenberger (Larry Kaswell)

### Épisode 3:Le Dernier des dodos
- États-Unis : 17 juin 2012
- France : 
  - date inconnue sur Téva
  - 13 juin 2013 sur M6
- Québec : 12 juin 2013 sur Séries+

- États-Unis : 2,17 millions de téléspectateurs[18]

- Kim Kardashian (Nikki)
- Carter MacIntyre (Luke Daniels)
- Josh Stamberg (Jay Parker)
- Valerie Harper (Juge Leslie Singer)
- Emily Rutherfurd (en) (Olivia French)
- Michael Daniel Cassady (Brian Turing)
- Sonia Rockwell (Eve / Suzie Anderson)
- Patty Duke (Rita Curtis)
- Kenny Alfonso (Joe Cummings)

### Épisode 4:Vilain petit canard
- États-Unis : 24 juin 2012
- France : 
  - date inconnue sur Téva
  - 14 juin 2013 sur M6
- Québec : 19 juin 2013 sur Séries+

- États-Unis : 2,04 millions de téléspectateurs[19]

- Carter MacIntyre (Luke Daniels)
- Josh Stamberg (Jay Parker)
- Brandy Norwood (Elisa Shayne)
- Anne Ramsay (Mrs. Yeardley)
- Ever Carradine (Ramona)
- Liza Lapira (Abby Halstead)
- Alimi Ballard (Jack Dillingham)
- Bruce Davison (Juge Cyrus Maxwell)

### Épisode 5:Et ils vécurent heureux…
- États-Unis : 1er juillet 2012
- France : 
  - date inconnue sur Téva
  - 17 juin 2013 sur M6
- Québec : 26 juin 2013 sur Séries+

- États-Unis : 1,87 million de téléspectateurs[20]

- Nishi Munshi (Leela Penjore)
- John M. Adrian (Principal Bennett)
- Danny Boushebel (Prince Kencho)
- Jaden Harmon (Eric Shayne)
- Paul Rolfes (Greg Hillman)

### Épisode 6:La Taupe
- États-Unis : 8 juillet 2012
- France : 
  - sur Téva
  - 18 juin 2013 sur M6
- Québec : 3 juillet 2013 sur Séries+

- États-Unis : 2,28 millions de téléspectateurs[21]

- Joan Rivers (Elle-même)
- Serena Williams (Kelly Stevens)
- Brandy Norwood (Elisa Shayne)
- John Billingsley (Mitch Fredericks)
- David Gautreaux (Walter Burr)
- Boo Arnold (Jack Starnum)
- Kelly Finley (Annie Maslin)

### Épisode 7:Haute Trahison
- États-Unis : 15 juillet 2012
- France : 
  - sur Téva
  - 20 juin 2013 sur M6
- Québec : 10 juillet 2013 sur Séries+

- États-Unis : 2,55 millions de téléspectateurs[22]

- Mädchen Amick (Gina Blunt)
- Mary Mouser (Chloe Surnow)
- Megan Raich (Michelle Surnow)
- Julia Campbell (Peg Surnow)
- Faith Prince (Elaine Bingum)

### Épisode 8:Nuit de pleine lune
- États-Unis : 22 juillet 2012
- France :
  - sur Téva
  - 21 juin 2013 sur M6
- Québec : 17 juillet 2013 sur Séries+

- États-Unis : 2,13 millions de téléspectateurs[23]

- Mädchen Amick (Gina Blunt)
- Ashley Johnson (Veronica Kramer)
- Onahoua Rodriguez (Allison Thomas)
- Ian Gomez (Warren Patton)
- Lorraine Toussaint (Professeur Ellen)

### Épisode 9:Un seul être vous manque…
- États-Unis : 5 août 2012
- France :
  - sur Téva
  - 24 juin 2013 sur M6
- Québec : 24 juillet 2013 sur Séries+

- États-Unis : 2,26 millions de téléspectateurs[24]

- Rosalie Ward (Kathy Kelton)
- Kim Johnston Ulrich (Caitlin Andrews)
- Adam J. Harrington (Procureur Carlyle)
- Bruce Davison (Juge Cyrus Maxwell)
- April Billingsley (Sarah Kelton)
- Myke Holmes (Elias Klemmer)

### Épisode 10:La Dernière Danse
- États-Unis : 12 août 2012
- France :
  - sur Téva
  - 25 juin 2013 sur M6
- Québec : 31 juillet 2013 sur Séries+

- États-Unis : 2,36 millions de téléspectateurs[25]

- Abby Lee Miller (Elle-même)
- Sharon Lawrence (Bobbie Dobkins)
- Currie Graham (Simon Grundy)
- Enver Gjokaj (Procureur Radford)
- Tamara Feldman (Fiona Crupp)
- S. Epatha Merkerson (Juge Hiller)
- Maddie Ziegler (Deb jeune)

### Épisode 11:Le Marteau et l'enclume
- États-Unis : 19 août 2012
- France :
  - sur Téva
  - 27 juin 2013 sur M6
- Québec : 7 août 2013 sur Séries+

- États-Unis : 2,54 millions de téléspectateurs[26]

- Tyler Jacob Moore (Dan Abraham)
- Danielle Campbell (Carla Middlen)
- Susan May Pratt (Beth Evans)
- Kenneth Mitchell (Rick Keller)
- Darby Lynn Totten (Carrie Renner)
- Justin Welborn (Dennis Fullman)
- Jon Briddell (Mark Phillips)

### Épisode 12:C'est du gâteau
- États-Unis : 26 août 2012
- France :
  - sur Téva
  - 28 juin 2013 sur M6
- Québec : 14 août 2013 sur Séries+

- États-Unis : 2,49 millions de téléspectateurs[27]

- Star Jones (Juge Grace Lyford)
- Nancy Grace (Elle-même)
- Cameron Mathison (Jonah Pierce)
- Ashley Jones (Sheila Reese)
- Mimi Kennedy (Juge Isabella Alexander)
- Dylan Walsh (Lawrence Brand)
- Kim Kardashian (Nikki LePree)
- Brian Ames (Roger O'Neil)

### Épisode 13:Panique au paradis
- États-Unis : 9 septembre 2012
- France : 
  - 23 avril 2013 sur Téva
  - 3 juillet 2013 sur M6
- Québec : 21 août 2013 sur Séries+

- États-Unis : 2,76 millions de téléspectateurs[28]

- Chelsea Staub (Paige McBride)
- Ben Feldman (Fred)
- Kelly Osbourne (Joyce Keck)
- Jason Kennedy (Angel)
- Faith Prince (Elaine Bingum)
- Greg Germann (Juge Zahn)
- Sonja Sohn (Juge Vivian Holston)
- Brianna Brown (Hannah Baker)
- Ethan Embry (Mark Baker)
- Jayson Blair (Chase Black)
- Christopher Cousins (Dr. Bradley Alton)